# Tatlı Küçük Yalancılar
Tatlı Küçük Yalancılar é uma série de televisão turca, baseada na série de televisão estadunidense Pretty Little Liars de I. Marlene King, transmitida entre 2010 e 2017. A versão turca foi produzida pela O3 Medya e exibida pelo canal Star TV, entre 6 de julho a 3 de outubro de 2015, em 13 episódios. Escrita por Elif Usman e Deniz Büyükkirli, tem direção de Cem Karci com produção de Onur Güvenatam. É estrelada por Dilan Çiçek Deniz, Büşra Develi, Beste Kökdemir, Şükrü Özyıldız, Melisa Senolsun, Bensu Soral e Burak Deniz.
A premissa da série segue a mesma de Pretty Little Liars, aonde cinco melhores amigas em uma noite escura se divertem, quando uma delas (Açelya) desaparece no mesmo dia. Um ano após o seu desaparecimento, às quatro amigas reencontram-se com as notícias que recebeu de Acelia, de que ela está morta. Após isso as meninas começam a receber mensagens desconhecidas de uma pessoa chamada "A", onde ela a ameaçam expor seus segredos.

## Enredo
Aslı, Selin, Ebru, Hande e Açelya são cinco melhores amigas que moram no mesmo bairro e frequentam a mesma escola. Elas querem passar uma noite e assistir a um filme juntas em uma grande casa de campo. No entanto, a líder do grupo Açelya desaparece lá sem deixar rastros e ninguém ouve mais nada sobre ela. Após o desaparecimento de Açelya, elas desfazem as suas amizades para tentar esquecer o que aconteceu. Um ano depois, as meninas começam a receber mensagens de uma pessoa misteriosa chamada "A" que ameaça expor seus segredos mais profundos, incluindo aqueles que eles achavam que apenas Açelya conhecia. Após isso elas são reunidas novamente quando começam a receber mensagens de "A". A princípio, elas acham que Açelya está enviando essas mensagens, mas logo depois o corpo de Açelya é encontrado enterrado em seu quintal. Então, as elas percebem que há outra pessoa que planeja arruinar suas vidas.
Enquanto tentam descobrir a identidade do misterioso "A", as meninas também precisam lidar com seus próprios problemas. Aslı começa a sair com Eren que e seu professor na escola. Selin cria alguns sentimentos em relação ao noivo de sua irmã. Hande tenta manter-se em forma e teme ganhar peso novamente.

## Elenco
- Bensu Soral como Aslı Metiner
- Büşra Develi como Selin Güçlü
- Dilan Çiçek Deniz como Ebru
- Melisa Şenolsun como Hande Yılmaz
- Beste Kökdemir como Açelya Ademoğlu
- Şükrü Özyıldız como Eren Üser
- Merve Çagiran como Janset Kaynak
- Alperen Duymaz como Cesur
- Olgun Toker como Güven
- Aydan Taş como Deli
- Burak Deniz como Toprak
- Ozan Dolunay como Barış
- Gökçe Yanardağ como Asuman